# NGC 1483
NGC 1483 är en stavgalax i stjärnbilden Pendeluret. Den upptäcktes den 2 september 1826 av James Dunlop. 